# Vietnamophryne aurantifusca
Vietnamophryne cuongi — вид жаб родини карликових райок (Microhylidae). Описаний у 2023 році.

## Поширення
Ендемік В'єтнаму. Поширений на північному сході країни. Виявлений у провінції Туєнкуанг

## Опис
Новий вид морфологічно схожий на Vietnamophryne occidentalis з Таїланду, однак відрізняється від останнього великими чорними плямами в області нижньої щелепи, жовто-оранжевими грудьми і животом. Vietnamophryne aurantifusca можна відрізнити від усіх інших видів Vietnamophryne за комбінацією таких морфологічних ознак: розмір середній (SVL 17,6–18,2 мм у самців); голова ширше довжини; тимпан середній; I палець довший за половину II пальця; шкіра спини відносно гладка з кількома округлими вузликами, зосередженими в середині спини, розташованими вздовж спини, з помітним хребтом уздовж хребта; спинна частина повністю помаранчево-коричнева і блідіша на краю спини з невеликим буруватим хребтом; боки буруваті з кремовими вкрапленнями і помаранчевими плямами; вентральна поверхня помаранчева, з сірим мармуром, найбільш інтенсивним на горлі, вентральній стороні рук і стегон, а вентральні поверхні кінцівок темно-сірі з деякими помаранчевими плямами.